# Crystal Castles (álbum)
Crystal Castles é o álbum de estreia da dupla canadense homônima. Obteve recepção positiva da crítica. No seu lançamento, ficou em #47 nas paradas britânicas.

## Faixas
1. "Untrust Us" – 3:05
2. "Alice Practice" – 2:42
3. "Crimewave" (Crystal Castles vs. Health) – 4:18
4. "Magic Spells" – 6:06
5. "xxzxcuzx Me" – 1:53
6. "Air War" – 4:12
7. "Courtship Dating" – 3:30
8. "Good Time" – 2:54 -
9. "1991" – 1:53
10. "Vanished" – 4:02
11. "Knights" – 3:13
12. "Love and Caring" – 2:18
13. "Through the Hosiery" – 3:07
14. "Reckless" – 3:28
15. "Black Panther" – 2:56
16. "Tell Me What to Swallow" – 2:14

Notas
- A faixa "Untrust Us" contém samplers da música "Dead Womb" do Death from Above 1979.
- A faixa "Vanished" contém samplers da música "Sex City" do Van She.
- Os primeiros versos da faixa "Air War" vem de uma leitura de uma passagem do livro Ulisses, de James Joyce.